# 傑馬尼亞 (新澤西州)
傑馬尼亞（英語：Germania）是位於美國新澤西州大西洋縣的普查規定居民點。

## 人口
根據2020年美國人口普查的數據，傑馬尼亞的面積為6.82平方千米，當中陸地面積為6.80平方千米，而水域面積為0.02平方千米。當地共有人口297人，而人口密度為每平方千米43.55人。